# Астано
Астано (італ. Astano) — громада  в Швейцарії в кантоні Тічино, округ Лугано.

## Географія
Громада розташована на відстані близько 150 км на південний схід від Берна, 26 км на південний захід від Беллінцони.
Астано має площу 3,8 км², з яких на 8,9% дозволяється будівництво (житлове та будівництво доріг), 8,6% використовуються в сільськогосподарських цілях, 82,3% зайнято лісами, 0,3% не є продуктивними (річки, льодовики або гори).

## Демографія
2019 року в громаді мешкало 299 осіб (+2,7% порівняно з 2010 роком), іноземців було 14,4%. Густота населення становила 78 осіб/км².
За віковим діапазоном населення розподілялося таким чином: 16,1% — особи молодші 20 років, 55,9% — особи у віці 20—64 років, 28,1% — особи у віці 65 років та старші. Було 151 помешкань (у середньому 1,9 особи в помешканні).
Із загальної кількості 49 працюючих 4 було зайнятих в первинному секторі, 6 — в обробній промисловості, 39 — в галузі послуг.